# Boubacar Barry (labdarúgó, 1979)
Boubacar Barry (Belgiumban használt művésznevén Copa) (Abidjan, 1979. december 30. –) válogatott elefántcsontparti labdarúgó.
Az elefántcsontparti válogatott tagjaként részt vett a 2002-es, a 2006-os, a 2008-as, a 2010-es, a 2012-es, a 2013-as és a 2015-ös afrikai nemzetek kupáján illetve a 2006-os, a 2010-es és a 2014-es világbajnokságon.

## Sikerei, díjai
Elefántcsontpart
- Afrikai nemzetek kupája győztes (1): 2015